# Куиксилвър Месинджър Сървис
„Куиксилвър Месинджър Сървис“ (на английски: Quicksilver Messenger Service) е американска рок група.
Създадена в Сан Франциско през 1965 година, тя е най-активна в края на 60-те и началото на 70-те години. Групата има оригинален стил, повлиян от фолк музиката с елементи от джаза и класическата музика, и, макар да няма търговския успех на свои съвременници, като „Джеферсън Еърплейн“ и „Грейтфул Дед“, изиграва важна роля във формирането на психеделичния рок.